# فیلیپ برنکمیر
فیلیپ برنکمیر (به انگلیسی: Philippe Brenninkmeyer) (زاده ۳ نوامبر ۱۹۶۴) بازیگر کانادایی است.
از فیلم‌های معروف او می‌توان به بازی در فیلم شک منطقی اشاره کرد.